# António Miranda
Pour les articles homonymes, voir Miranda.
António Miranda, de son nom complet António Isaías Carvalho Miranda, né le 9 juillet 1965 à Póvoa de Varzim, est un footballeur portugais évoluant au poste de milieu offensif ou milieu droit. Il s'est ensuite reconverti comme entraîneur.

## Biographie

### Carrière de joueur
Formé au Varzim SC, António Miranda commence sa carrière professionnelle en 1983. Après cinq saisons au club, il est recruté par le SL Benfica en 1988, où il ne joue que neuf matchs : il est sacré Champion du Portugal en 1988-89. Il part jouer pour le GD Chaves la saison suivante,.
En 1987, il joue 4 rencontres de qualifications pour l'Euro espoirs 1988 avec l'équipe espoirs du Portugal.
Il poursuit ensuite son parcours en évoluant pour plusieurs clubs portugais, notamment l'Estrela da Amadora, le SC Beira-Mar, le FC Paços de Ferreira et le SC Espinho. En 1994, il revient au Varzim pour quatre saisons supplémentaires. Il termine sa carrière en jouant pour le CD Santa Clara et le Leixões SC lors de la saison 1998-1999,.
Au total, il dispute 184 matchs en première division portugaise pour 20 buts marqués.

### Carrière d'entraîneur
Après sa retraite en tant que joueur, António Miranda entame une carrière d'entraîneur. Il débute comme adjoint au Varzim SC puis au CD Fátima. Par la suite, il entraîne plusieurs clubs au Koweït, notamment le Qadsia SC, le Khaitan SC et plus récemment le Sulaibikhat SC (en).
Il a également été coordinateur de formation au Varzim SC entre 2016 et 2019, avant de prendre en charge le Ribeirão FC en 2022.

## Palmarès
SL Benfica
- Championnat du Portugal :  
  - Vainqueur : 1988-89.